# Dialetti greco-italioti
I dialetti greco-italioti, noti anche come dialetti greci calabro-salentini, sono due dialetti del Neoellenico del 1400 parlati in Italia dalla minoranza linguistica greca d'Italia, residuato probabilmente di una più ampia e continua area linguistica ellenofona esistita anticamente nella parte costiera della Magna Grecia. In greco tali dialetti sono chiamati Katōitaliōtika (Greco: Κατωιταλιώτικα, "Italiano meridionale").
I due dialetti sono:
- dialetto grico, parlato nella Grecia salentina, in provincia di Lecce;
- dialetto grecanico o greco-calabro, parlato nella Bovesia, nella città metropolitana di Reggio Calabria.[3][4][5][6][7]

Le persone che ancora parlano la lingua greca in Calabria sono probabilmente non più di 500, mentre nel Salento si stimano circa 10 000 parlanti.